# På Slaget 12
|  | For filmen fra 1923 af samme navn, se Paa Slaget 12 |
På Slaget 12 (også kendt som PS12) er et dansk pop- og rockband der hovedsageligt består af sangerinde Ann-Mette Elten og sangskriver og guitarist Niels Kirkegård. På Slaget 12 blev dannet i 1984 af Elten, Kirkegård, keyboardspiller Søren Møller, bassist Mogens Lodahl, og trommeslager Mats Madsen. Bandet udgav deres selvbetitlede debutalbum i 1986, hvorfra sangen Hjem til Århus blev et stort hit. Albummet solgte 61.000 eksemplarer.
Efter en række succesfulde albums op gennem 80'erne, blev albummet Ro mit hjerte (1997) en salgsmæssig fiasko med blot 1.800 solgte eksemplarer. I februar 2002 fik På Slaget 12 et kommercielt comeback med albummet Let's Dance bestående af gamle 50'er og 60'er hits. Albummet blev en kæmpe succes med 115.000 solgte eksemplarer. Allerede i november 2002 udkom efterfølgeren Let's Dance 2, og i juni 2003 Let's Dance 3, dvs. at gruppen udgav tre albums på under halvandet år. I 2004 udkom den fjerde og sidste i serien af Let's Dance-albums, som samlet har solgt over 350.000 eksemplarer. Den store succes med Let's Dance førte også til mange koncertoptrædener og bandet gav fra 2002 til omkring 2012 ca. 80 koncerter om året. I de senere år er koncerterne fordelt mellem Ann-Mette Elten som solist og På Slaget 12. 
I 2004 udsendtes På Slaget 12 spiller På Slaget 12 der som navnet antyder er en genindspilning af nogle af bandets gamle sange, heriblandt en live-udgave af Hjem til Århus. I 2011 mødte komponist Niels Kirkegaard tilfældigt tekstforfatter Roar Amundsen og i ham fandt Ann-Mette og Niels en ligesindet. Siden er det blevet til mange fælles Kirkegaard/Amundsen-kompositioner og også mange gode snakke om, hvor samfundet bevæger sig hen, og hvad man som sangskriver og kunstner kan gøre for at sætte fingeren på det, der er vigtigt, og gennem musikken bidrage med noget eftertænksomhed og noget hjertelighed i et land og i en tid, hvor rigtig meget foregår på overfladen. Seneste album, "Hjerterne fri" med sange skrevet af Kirkegaard og Amundsen udkom i 2015, og siden er der udgivet tre singler, "Mens vi går og venter" (2016), "Gi lidt kærlighed" (2018) og "Mandag" (2018).

## Diskografi

### Studiealbum
- På Slaget 12 (1986)
- Tror du virk'lig livet bli'r genudsendt? (1987)
- Kærlighed ved sidste blik (1989)
- Sandheden, baby (1991)
- Sidst i september (1992)
- Til tiden (1995)
- Ro mit hjerte (1997)
- Let's Dance (2002)
- Let's Dance 2 (2002)
- Let's Dance 3 (2003)
- På Slaget 12 spiller På Slaget 12 (2004)
- Let's Dance 4 (2006)
- Hjerterne fri (2015)

### Opsamlingsalbum
- Hjem til Århus - 18 Hits (1993)
- De Allerbedste (1996)
- Let's Dance Complete (2008)
- Hjem til Århus og alle de andre - de 35 største danske sange (2011)